# Ulla Malm
Lovisa Ulrika (Ulla) Malm, född 3 juli 1930 i Lovisa, är en finländsk konstnär. 
Malm studerade 1949-1951 vid Fria konstskolan och därtill utomlands vid Académie Colarossi i Paris 1950 och Signe Barths konstskola i Stockholm 1952. Hon ställde ut första gången 1952. Hon är känd för sina skärgårdslandskap samt motiv från Italien och Grekland, stilleben och figurbilder, bland annat barnporträtt, målade i en färgmättad, ljusstark, impressionistisk stil.